# Spelartrupper under världsmästerskapet i ishockey för herrar 2012
Varje spelartrupp inför VM i ishockey ska innehålla minst femton utespelare samt två målvakter, eller maximalt tjugotvå utespelare och tre målvakter.  Alla sexton deltagande nationslag ska via sina respektive ishockeyförbund presentera sina laguppställningar innan VM organisationens första möte. Spelare kan sedan läggas till under hela turneringen till dess man uppnått maximalt antal spelare.
| Tabellförklaring |           |           |             |
| Lag              |           |           |             |
| Danmark          | Finland   | Frankrike | Italien     |
| Kanada           | Kazakstan | Lettland  | Norge       |
| Ryssland         | Schweiz   | Slovakien | Sverige     |
| Tjeckien         | Tyskland  | USA       | Vitryssland |
| Referenser       |           |           |             |

## Tabellförklaring
| Nummer     | F       | D    | GK      | Klubblag                               |
| ---------- | ------- | ---- | ------- | -------------------------------------- |
| Tröjnummer | Forward | Back | Målvakt | Spelarens hemmaklubb innan turneringen |

## Vitryssland
- Huvudtränare:  Kari Heikkilä (FIN)

### Utespelare
| Nummer | Position | Spelare              | Klubblag                   |
| ------ | -------- | -------------------- | -------------------------- |
| 5      | D        | Nikolai Stasenko     | HC Amur Chabarovsk         |
| 7      | D        | Vladimir Denisov     | HK Dinamo Minsk            |
| 8      | D        | Andrei Kolosov       | HK Homiel                  |
| 10     | F        | Andrei Michailjev    | HK Dinamo Minsk            |
| 11     | F        | Aleksandr Kulakov    | HK Dinamo Minsk            |
| 16     | F        | Andrej Stepanov      | Yunost Minsk               |
| 18     | F        | Aleksej Ugarov       | Torpedo Nizjnij Novgorod   |
| 19     | F        | Dmitri Melesjko      | HK Dinamo Minsk            |
| 22     | D        | Oleg Gorosjko        | HK Dinamo Minsk            |
| 13     | F        | Sergej Drozd         | HK Dinamo Minsk            |
| 23     | F        | Andrei Kostitsyn     | Nashville Predators        |
| 26     | F        | Andrej Stas          | HK Dinamo Minsk            |
| 28     | F        | Konstantin Koltsov   | Salavat Julajev Ufa        |
| 43     | D        | Viktor Kostjutjionok | Avtomobilist Jekaterinburg |
| 71     | F        | Aleksej Kaljuzjnij   | Avangard Omsk              |
| 74     | F        | Sergei Kostitsyn     | Nashville Predators        |
| 77     | F        | Aleksandr Kitarov    | HK Dinamo Minsk            |
| 82     | D        | Pavel Tjernook       | Sjachtjor Soligorsk        |
| 84     | F        | Michail Grabovskij   | Toronto Maple Leafs        |
| 88     | F        | Jevgenij Kovyrsjin   | Severstal Tjerepovets      |
| 89     | D        | Dmitri Korobov       | HK Dinamo Minsk            |
| 92     | D        | Raman Hrabarenka     | Drummondville Voltigeurs   |

### Målvakter
| Nummer | Spelare          | Klubblag                 |
| ------ | ---------------- | ------------------------ |
| 2      | Vitali Koval     | Torpedo Nizjnij Novgorod |
| 31     | Andrej Mezin     | HK Dinamo Minsk          |
|        | Dmitri Miltjakov | Metallurg Zhlobin        |

## Kanada
- Huvudtränare:  Brent Sutter (CAN)

### Utespelare
| Nummer | Position | Spelare             | Klubblag              |
| ------ | -------- | ------------------- | --------------------- |
| 2      | D        | Duncan Keith        | Chicago Blackhawks    |
| 3      | D        | Dion Phaneuf        | Toronto Maple Leafs   |
| 4      | D        | Jay Bouwmeester     | Calgary Flames        |
| 5      | D        | Luke Schenn         | Toronto Maple Leafs   |
| 7      | D        | Kris Russell        | St. Louis Blues       |
| 9      | F        | Evander Kane        | Winnipeg Jets         |
| 10     | F        | Corey Perry         | Anaheim Ducks         |
| 14     | F        | Jordan Eberle       | Edmonton Oilers       |
| 15     | F        | Ryan Getzlaf        | Anaheim Ducks         |
| 16     | F        | Andrew Ladd         | Winnipeg Jets         |
| 20     | F        | John Tavares        | New York Islanders    |
| 22     | F        | Kyle Quincey        | Detroit Red Wings     |
| 24     | F        | Jamie Benn          | Dallas Stars          |
| 26     | F        | Teddy Purcell       | Tampa Bay Lightning   |
| 27     | D        | Ryan Murray         | Everett Silvertips    |
| 33     | D        | Marc Methot         | Columbus Blue Jackets |
| 37     | F        | Ryan O'Reilly       | Colorado Avalanche    |
| 41     | F        | Alexandre Burrows   | Vancouver Canucks     |
| 44     | D        | Marc-Édouard Vlasic | San Jose Sharks       |
| 53     | F        | Jeff Skinner        | Carolina Hurricanes   |
| 81     | F        | Patrick Sharp       | Chicago Blackhawks    |
| 93     | F        | Ryan Nugent-Hopkins | Edmonton Oilers       |

### Målvakter
| Nummer | Spelare      | Klubblag            |
| ------ | ------------ | ------------------- |
| 30     | Cam Ward     | Carolina Hurricanes |
| 40     | Devan Dubnyk | Edmonton Oilers     |

## Tjeckien
- Huvudtränare:  Alois Hadamczik (CZE)

### Utespelare
| Nummer | Position | Spelare          | Klubblag              |
| ------ | -------- | ---------------- | --------------------- |
| 6      | D        | Tomáš Mojžíš     | HC TPS                |
| 9      | F        | Milan Michálek   | Ottawa Senators       |
| 10     | F        | Martin Erat      | Nashville Predators   |
| 12     | F        | Jiří Novotný     | Barys Astana          |
| 14     | F        | Tomáš Plekanec   | Montreal Canadiens    |
| 22     | F        | Lukáš Kašpar     | Barys Astana          |
| 23     | D        | Ondřej Němec     | HC Severstal          |
| 25     | D        | Lukáš Krajíček   | HK Dinamo Minsk       |
| 30     | D        | Jakub Krejčík    | HC Slavia Prag        |
| 36     | D        | Petr Čáslava     | CSKA Moskva           |
| 42     | F        | Petr Koukal      | HC Pardubice          |
| 43     | F        | Jan Kovář        | HC Plzen              |
| 44     | D        | Miroslav Blaták  | Salavat Julajev Ufa   |
| 46     | F        | David Krejčí     | Boston Bruins         |
| 62     | F        | Petr Tenkrát     | HC Sparta Prag        |
| 67     | F        | Michael Frolík   | Chicago Blackhawks    |
| 73     | F        | Petr Průcha      | SKA Sankt Petersburg  |
| 80     | D        | Zdeněk Kutlák    | HC Ambri-Piotta       |
| 82     | F        | Michal Vondrka   | HC Slavia Prag        |
| 83     | F        | Aleš Hemský      | Edmonton Oilers       |
| 87     | D        | Jakub Nakládal   | Salavat Julajev Ufa   |
| 88     | F        | Jakub Petružálek | HC Amur Chabarovsk    |
| 93     | F        | Petr Nedvěd      | HC Bílí Tygri Liberec |

### Målvakter
| Nummer | Spelare        | Klubblag                       |
| ------ | -------------- | ------------------------------ |
| 1      | Jakub Kovár    | HC Mountfield Ceské Budejovice |
|        | Petr Mrázek    | Ottawa 67's                    |
| 33     | Jakub Štepánek | SKA Sankt Petersburg           |

## Danmark
- Huvudtränare:  Per Bäckman (SWE)

### Utespelare
| Nummer | Position | Spelare         | Klubblag             |
| ------ | -------- | --------------- | -------------------- |
| 3      | D        | Philip Larsen   | Dallas Stars         |
| 4      | D        | Mads Bødker     | Leksands IF          |
| 5      | D        | Daniel Nielsen  | Hamburg Freezers     |
| 6      | D        | Stefan Lassen   | Malmö Redhawks       |
| 8      | F        | Frederik Storm  | Herlev Eagles        |
| 12     | F        | Bjarke Møller   | AaB Ishockey         |
| 13     | F        | Morten Green    | Malmö Redhawks       |
| 14     | F        | Kirill Starkov  | SønderjyskE Ishockey |
| 18     | D        | Kasper Jensen   | BIK Karlskoga        |
| 23     | F        | Kim Lykkeskov   | SønderjyskE Ishockey |
| 26     | D        | Michael Eskesen | Odense Bulldogs      |
| 29     | F        | Morten Madsen   | Modo Hockey          |
| 33     | F        | Julian Jakobsen | Södertälje SK        |
| 36     | F        | Jannik Hansen   | Vancouver Canucks    |
| 38     | F        | Morten Poulsen  | IK Oskarshamn        |
| 40     | F        | Jesper Jensen   | Krefeld Pinguine     |
| 41     | D        | Jesper Jensen   | Rögle BK             |
| 44     | F        | Nichlas Hardt   | Jokerit              |
| 51     | F        | Frans Nielsen   | New York Islanders   |
| 81     | F        | Lars Eller      | Montreal Canadiens   |
|        | D        | Philip Hersby   | Odense Bulldogs      |

### Målvakter
| Nummer | Spelare           | Klubblag    |
| ------ | ----------------- | ----------- |
| 1      | Patrick Galbraith | Esbo Blues  |
| 30     | Frederik Andersen | Frölunda HC |
| 31     | Simon Nielsen     | Lukko       |

## Finland
- Huvudtränare:  Jukka Jalonen (FIN)

### Utespelare
| Nummer | Position | Spelare           | Klubblag                 |
| ------ | -------- | ----------------- | ------------------------ |
| 4      | D        | Ossi Väänänen     | Jokerit                  |
| 5      | D        | Lasse Kukkonen    | Metallurg Magnitogorsk   |
| 6      | D        | Topi Jaakola      | Luleå HF                 |
| 7      | D        | Mikko Mäenpää     | Frölunda HC              |
| 9      | F        | Mikko Koivu       | Minnesota Wild           |
| 12     | F        | Jani Tuppurainen  | JYP Jyväskylä            |
| 18     | F        | Jesse Joensuu     | HV71                     |
| 19     | F        | Tuomas Kiiskinen  | KalPa                    |
| 20     | F        | Janne Pesonen     | HIFK                     |
| 21     | D        | Janne Niskala     | Atlant Mytisjtji         |
| 26     | F        | Jarkko Immonen    | Ak Bars Kazan            |
| 27     | F        | Petri Kontiola    | Traktor Tjeljabinsk      |
| 28     | D        | Anssi Salmela     | Avangard Omsk            |
| 36     | F        | Jussi Jokinen     | Carolina Hurricanes      |
| 37     | F        | Mika Pyörälä      | Frölunda HC              |
| 38     | D        | Juuso Hietanen    | Torpedo Nizjnij Novgorod |
| 39     | F        | Niko Kapanen      | Ak Bars Kazan            |
| 40     | F        | Antti Pihlström   | Nashville Predators      |
| 51     | F        | Valtteri Filppula | Detroit Red Wings        |
| 56     | D        | Joonas Järvinen   | Pelicans                 |
| 64     | F        | Mikael Granlund   | HIFK                     |
| 71     | F        | Leo Komarov       | HK Dynamo Moskva         |

### Målvakter
| Nummer | Spelare       | Klubblag      |
| ------ | ------------- | ------------- |
| 31     | Petri Vehanen | Ak Bars Kazan |
| 32     | Kari Lehtonen | Dallas Stars  |
| 30     | Karri Rämö    | Avangard Omsk |

## Frankrike
- Huvudtränare:  Dave Henderson (FRA)

### Utespelare
| Nummer | Position | Spelare                  | Klubblag                   |
| ------ | -------- | ------------------------ | -------------------------- |
| 3      | D        | Vincent Bachet           | Gothiques d'Amiens         |
| 4      | D        | Antonin Manavian         | Dragons de Rouen           |
| 7      | F        | Yorick Treille           | HC Sparta Prag             |
| 9      | F        | Damien Fleury            | Timrå IK                   |
| 10     | F        | Laurent Meunier          | Straubing Tigers           |
| 14     | F        | Stephane Da Costa        | Ottawa Senators            |
| 18     | D        | Yohann Auvitu            | JYP Jyväskylä              |
| 19     | F        | Loïc Lampérier           | Diables Rouges de Briançon |
| 20     | D        | Maxime Moisand           | Odense Bulldogs            |
| 22     | F        | Brian Henderson          | Ducs d'Angers              |
| 24     | F        | Julien Desrosiers        | Dragons de Rouen           |
| 26     | F        | Charles Bertrand         | Lukko                      |
| 27     | D        | Baptiste Amar            | Grenoble Brûleurs de Loups |
| 28     | F        | Damien Raux              | Ducs d'Angers              |
| 32     | D        | Alexandre Rouleau        | VIK Västerås HK            |
| 41     | F        | Pierre-Edouard Bellemare | Skellefteå AIK             |
| 54     | F        | Antoine Roussel          | Chicago Wolves             |
| 71     | F        | Anthony Guttig           | Ducs de Dijon              |
| 74     | D        | Nicolas Besch            | KS Cracovia Kraków         |
| 77     | F        | Sacha Treille            | HC Sparta Prag             |
| 80     | F        | Teddy Da Costa           | GKS Tychy                  |
| 84     | D        | Kevin Hecquefeuille      | Genève-Servette HC         |

### Målvakter
| Nummer | Spelare        | Klubblag             |
| ------ | -------------- | -------------------- |
| 39     | Cristobal Huet | HC Fribourg-Gottéron |
| 42     | Fabrice Lhenry | Dragons de Rouen     |
| 49     | Florian Hardy  | Chamonix HC          |

## Tyskland
- Huvudtränare:  Jakob Kolliker (SUI)

### Utespelare
| Nummer | Position | Spelare             | Klubblag                |
| ------ | -------- | ------------------- | ----------------------- |
| 2      | D        | Denis Reul          | Adler Mannheim          |
| 3      | D        | Justin Krueger      | Charlotte Checkers      |
| 7      | D        | Florian Ondruschka  | Straubing Tigers        |
| 12     | D        | Christopher Fischer | Grizzly Adams Wolfsburg |
| 13     | D        | Christoph Schubert  | Hamburg Freezers        |
| 17     | F        | Marcus Kink         | Adler Mannheim          |
| 18     | F        | Kai Hospelt         | Grizzly Adams Wolfsburg |
| 19     | F        | Evan Kaufmann       | DEG Metro Stars         |
| 21     | F        | John Tripp          | Kölner Haie             |
| 24     | F        | André Rankel        | Eisbären Berlin         |
| 27     | D        | Kevin Lavallee      | Kölner Haie             |
| 29     | F        | Alexander Barta     | Malmö Redhawks          |
| 37     | F        | Patrick Reimer      | DEG Metro Stars         |
| 39     | F        | Thomas Greilinger   | ERC Ingolstadt          |
| 47     | F        | Christoph Ullmann   | Adler Mannheim          |
| 55     | F        | Felix Schütz        | Kölner Haie             |
| 57     | F        | Marcel Goc          | Florida Panthers        |
| 67     | F        | Sebastian Furchner  | Grizzly Adams Wolfsburg |
| 77     | D        | Nikolai Goc         | Adler Mannheim          |
| 82     | D        | Sinan Akdag         | Krefeld Pinguine        |
| 86     | F        | Daniel Pietta       | Krefeld Pinguine        |
| 87     | F        | Philip Gogulla      | Kölner Haie             |

### Målvakter
| Nummer | Spelare           | Klubblag           |
| ------ | ----------------- | ------------------ |
| 1      | Dimitri Kotschnew | Atlant Mytisjtji   |
| 32     | Dimitri Pätzold   | Hannover Scorpions |
| 44     | Dennis Endras     | HIFK               |

## Italien
- Huvudtränare:  Rick Cornacchia (ITA)

### Utespelare
| Nummer | Position | Spelare              | Klubblag                               |
| ------ | -------- | -------------------- | -------------------------------------- |
| 4      | F        | Diego Iori           | Sportiva Hockey Klubblag Fassa         |
| 5      | D        | Roland Hofer         | Peliitat Heinola                       |
| 8      | F        | Marco Insam          | HC Bolzano                             |
| 9      | F        | Derek Edwardson      | HC Bolzano                             |
| 10     | F        | Giulio Scandella     | Hockey Klubblag Pustertal-Val Pusteria |
| 11     | F        | Nicola Fontanive     | HC Alleghe                             |
| 15     | F        | Luca Felicetti       | SG Cortina                             |
| 16     | F        | Dan Tudin            | Ritten Sport                           |
| 17     | D        | Alexander Egger      | HC Bolzano                             |
| 18     | F        | Anton Bernard        | HC Bolzano                             |
| 19     | D        | Matthew de Marchi    | VIK Västerås HK                        |
| 23     | D        | Stefano Marchetti    | HC Asiago                              |
| 24     | D        | Trevor Johnson       | HC Valpellice                          |
| 26     | D        | Armin Helfer         | Hockey Klubblag Pustertal-Val Pusteria |
| 27     | D        | Thomas Larkin        | Colgate University                     |
| 28     | F        | Manuel de Toni       | HC Alleghe                             |
| 41     | F        | Pat Iannone          | Sport Ghiaccio Pontebba                |
| 44     | F        | Nick Plastino        | BIK Karlskoga                          |
| 50     | D        | Christian Borgatello | HC Bolzano                             |
| 71     | F        | Luca Ansoldi         | Hockey Milano Rossoblu                 |
| 88     | F        | Vince Rocco          | HC Alleghe                             |
| 93     | F        | Rob Sirianni         | Hockey Klubblag Valpellice             |

### Målvakter
| Nummer | Spelare           | Klubblag                     |
| ------ | ----------------- | ---------------------------- |
| 34     | Thomas Tragust    | HC Broncos Sterzing-Vipiteno |
| 35     | Andreas Bernard   | Mikkelin Jukurit             |
| 30     | Daniel Bellissimo | Timrå IK                     |

## Kazakstan
- Huvudtränare:  Andrej Chomutov (RUS)

### Utespelare
| Nummer | Position | Spelare                | Klubblag            |
| ------ | -------- | ---------------------- | ------------------- |
| 37     | D        | Jevgenij Fadejev       | Barys Astana        |
| 70     | D        | Vladislav Kolesnikov   | Kazzinc-Torpedo     |
| 5      | D        | Andrej Korabejnikov    | Kazzinc-Torpedo     |
| 7      | D        | Aleksej Litvinenko     | Barys Astana        |
| 4      | D        | Vitalij Novopasjin     | Barys Astana        |
| 2      | D        | Roman Savtjenko        | Barys Astana        |
| 12     | D        | Denis Sjemelin         | Kazzinc-Torpedo     |
| 55     | D        | Aleksej Trosjtjinsky   | HK Vitjaz Tjechov   |
| 75     | D        | Sergej Jakovenko       | Saryarqa Qaraghandy |
| 27     | F        | Jevgenj Bumagin        | Barys Astana        |
| 21     | F        | Dmitrij Dudarev        | Kazzinc-Torpedo     |
| 62     | F        | Vadim Krasnoslobodtsev | Barys Astana        |
| 18     | F        | Fjodor Polisjtjuk      | Barys Astana        |
| 81     | F        | Konstantin Pusjkarjov  | Barys Astana        |
| 85     | F        | Konstantin Romanov     | Barys Astana        |
| 88     | F        | Jevgenij Rymarev       | Barys Astana        |
| 26     | F        | Konstantin Savenkov    | Kazzinc-Torpedo     |
| 23     | F        | Andrej Spiridonov      | Barys Astana        |
| 48     | F        | Roman Startjenko       | Barys Astana        |
| 36     | F        | Dmitrij Upper          | Atlant Mytisjtji    |
| 54     | F        | Aleksej Vorontsov      | Barys Astana        |
| 8      | F        | Talgat Zjailauov       | Barys Astana        |

### Målvakter
| Nummer | Spelare           | Klubblag            |
| ------ | ----------------- | ------------------- |
| 20     | Vitalij Kolesnik  | Salavat Julajev Ufa |
| 1      | Aleksej Ivanov    | Barys Astana        |
| 31     | Vitalij Jeremejev | Barys Astana        |

## Lettland
- Huvudtränare:  Ted Nolan (CAN)

### Utespelare
| Nummer | Position | Spelare           | Klubblag           |
| ------ | -------- | ----------------- | ------------------ |
| 2      | D        | Rodrigo Lavinš    | Dinamo Riga        |
| 11     | D        | Kristaps Sotnieks | Dinamo Riga        |
| 44     | D        | Oskars Cibulskis  | Dinamo Riga        |
| 5      | F        | Janis Sprukts     | Dinamo Riga        |
| 60     | F        | Juris Štals       | Dinamo Riga        |
| 9      | F        | Roberts Bukarts   | Dinamo Riga        |
| 70     | F        | Miks Indrašis     | Dinamo Riga        |
| 87     | F        | Gints Meija       | Dinamo Riga        |
| 13     | D        | Guntis Galvinš    | Dinamo Riga        |
| 3      | D        | Jānis Andersons   | Dinamo Riga        |
| 18     | F        | Kaspars Saulietis | HK Neman Grodno    |
| 17     | F        | Aleksejs Širokovs | HC Amur Chabarovsk |
| 90     | F        | Koba Jass         | Kazzinc-Torpedo    |
| 21     | F        | Armands Berzins   | Yunost Minsk       |
| 12     | F        | Andris Džerinš    | Dinamo Riga        |
| 24     | F        | Mikelis Redlihs   | Dinamo Riga        |
| 26     | D        | Krišjanis Rēdlihs | Dinamo Riga        |
| 47     | F        | Martinš Cipulis   | Dinamo Riga        |
| 16     | F        | Kaspars Daugavinš | Ottawa Senators    |
| 81     | D        | Georgijs Pujacs   | Avangard Omsk      |
| 15     | F        | Ronalds Keninš    | ZSC Lions          |
| 8      | D        | Oskars Bartulis   | Dinamo Riga        |

### Målvakter
| Nummer | Spelare          | Klubblag    |
| ------ | ---------------- | ----------- |
| 1      | Maris Jucers     | Dinamo Riga |
| 31     | Edgars Masalskis | HC Yugra    |
| 30     | Ervins Muštukovs | Mora IK     |

## Norge
- Huvudtränare:  Roy Johansen (NOR)

### Utespelare
| Nummer | Position | Spelare                | Klubblag                  |
| ------ | -------- | ---------------------- | ------------------------- |
| 5      | D        | Juha Kaunismäki        | Stavanger Oilers          |
| 6      | D        | Jonas Holøs            | Växjö Lakers Hockey       |
| 8      | F        | Mads Hansen            | Brynäs IF                 |
| 10     | F        | Lars Erik Spets        | Lørenskog IK              |
| 51     | F        | Mats Rosseli Olsen     | Frölunda HC               |
| 15     | F        | Tommy Kristiansen      | Sparta Warriors           |
| 19     | F        | Per-Åge Skrøder        | Modo Hockey               |
| 20     | F        | Anders Bastiansen      | Färjestad BK              |
| 21     | F        | Morten Ask             | HV 71                     |
| 22     | F        | Martin Røymark         | Timrå IK                  |
| 23     | D        | Mats Trygg             | HV 71                     |
| 24     | F        | Andreas Martinsen      | Lillehammer Ishockeyklubb |
| 26     | F        | Kristian Forsberg      | Modo Hockey               |
| 37     | D        | Lars Løkken Østli      | Luleå HF                  |
| 39     | D        | Henrik Solberg         | Stavanger Oilers          |
| 40     | F        | Ken André Olimb        | Leksands IF               |
| 41     | F        | Patrick Thoresen       | SKA Sankt Petersburg      |
| 46     | F        | Mathis Olimb           | Frölunda HC               |
| 47     | D        | Alexander Bonsaksen    | Rögle BK                  |
| 55     | D        | Ole-Kristian Tollefsen | Modo Hockey               |
| 9      | F        | Marius Holtet          | Färjestads BK             |

### Målvakter
| Nummer | Spelare     | Klubblag               |
| ------ | ----------- | ---------------------- |
| 34     | Lars Volden | Esbo Blues             |
| 30     | Lars Haugen | HC Shakhtyor Soligorsk |
| 33     | Pål Grotnes | Stjernen Hockey        |

## Ryssland
- Huvudtränare:  Zinetula Bilyaletdinov (RUS)

### Utespelare
| Nummer | Position | Spelare              | Klubblag               |
| ------ | -------- | -------------------- | ---------------------- |
| 5      | D        | Ilja Nikulin         | Ak Bars Kazan          |
| 6      | D        | Denis Denisov        | SKA Sankt Petersburg   |
| 7      | D        | Dmitrij Kalinin      | SKA Sankt Petersburg   |
| 8      | F        | Aleksandr Burmistrov | Winnipeg Jets          |
| 11     | F        | Jevgenij Malkin      | Pittsburgh Penguins    |
| 12     | D        | Nikita Nikitin       | Columbus Blue Jackets  |
| 13     | F        | Pavel Datsiuk        | Detroit Red Wings      |
| 15     | F        | Aleksandr Svitov     | Salavat Julajev Ufa    |
| 19     | F        | Denis Kokarev        | OHK Dynamo Moskva      |
| 24     | F        | Alexander Popov      | Avangard Omsk          |
| 27     | F        | Aleksej Teresjtjenko | Ak Bars Kazan          |
| 28     | F        | Aleksandr Siomin     | Washington Capitals    |
| 37     | F        | Alexander Perezhogin | Avangard Omsk          |
| 41     | F        | Nikolaj Kuljemin     | Toronto Maple Leafs    |
| 48     | F        | Jevgenij Birjukov    | Metallurg Magnitogorsk |
| 52     | F        | Sergej Sjirokov      | HC CSKA Moskva         |
| 74     | D        | Aleksej Emelin       | Montreal Canadiens     |
| 77     | D        | Jevgenij Ryasensy    | HC CSKA Moskva         |
| 80     | F        | Jevgenij Ketov       | Severstal Tjerepovets  |
| 80     | F        | Yevgeni Medved       | Ak Bars Kazan          |
| 91     | F        | Vladimir Tarasenko   | SKA Sankt Petersburg   |
| 93     | F        | Nikolaj Zjerdev      | Atlant Mytisjtji       |

### Målvakter
| Nummer | Spelare            | Klubblag              |
| ------ | ------------------ | --------------------- |
| 40     | Mikhail Biryukov   | Yugra Khanty-Mansiysk |
| 1      | Simeon Varlamov    | Colorado Avalanche    |
| 30     | Konstantin Barulin | Atlant Mytisjtji      |

## Slovakien
- Huvudtränare:  Vladimír Vujtek (CZE)

### Utespelare
| Nummer | Position | Spelare            | Klubblag              |
| ------ | -------- | ------------------ | --------------------- |
| 4      | D        | Michal Sersen      | HC Sparta Prag        |
| 7      | D        | Ivan Baranka       | HK Spartak Moskva     |
| 18     | F        | Miroslav Šatan     | HC Slovan Bratislava  |
| 19     | D        | Tomáš Starosta     | Yugra Khanty-Mansiysk |
| 21     | F        | Libor Hudácek      | HC Slovan Bratislava  |
| 23     | D        | René Vydarený      | HC Ceské Budejovice   |
| 25     | F        | Marek Hovorka      | Rytíri Kladno         |
| 26     | F        | Michal Handzuš     | San Jose Sharks       |
| 33     | D        | Zdeno Chára        | Boston Bruins         |
| 43     | F        | Tomáš Surový       | CSKA Moskva           |
| 44     | D        | Andrej Sekera      | Buffalo Sabres        |
| 55     | F        | Mario Bližnák      | HC Sparta Prag        |
| 61     | F        | Milan Bartovič     | Bílí Tygri Liberec    |
| 71     | F        | Juraj Mikúš        | LEV Poprad            |
| 78     | D        | Kristián Kudroč    | Ässät                 |
| 81     | F        | Marcel Hossa       | Dinamo Riga           |
| 82     | F        | Tomáš Kopecký      | Florida Panthers      |
| 87     | F        | Marcel Hašcák      | HC Košice             |
| 90     | F        | Tomáš Tatar        | Grand Rapids Griffins |
| 91     | F        | Michel Miklík      | HC Košice             |
| 92     | F        | Branko Radivojevič | Atlant Mytisjtji      |

### Målvakter
| Nummer | Spelare        | Klubblag          |
| ------ | -------------- | ----------------- |
| 2      | Peter Hamerlík | HC Ocelári Trinec |
| 30     | Július Hudácek | Södertälje SK     |
| 50     | Ján Laco       | Lev Poprad        |

## Sverige
- Huvudtränare:  Pär Mårts (SWE)

### Utespelare
| Nummer | Position | Spelare            | Klubblag              |
| ------ | -------- | ------------------ | --------------------- |
| 4      | D        | Staffan Kronwall   | Severstal Tjerepovets |
| 7      | D        | Niklas Kronwall    | Detroit Red Wings     |
| 10     | F        | Johan Larsson      | Brynäs IF             |
| 11     | F        | Daniel Alfredsson  | Ottawa Senators       |
| 12     | F        | Fredrik Pettersson | Frölunda HC           |
| 16     | F        | Calle Järnkrok     | Brynäs IF             |
| 19     | F        | Nicklas Bäckström  | Washington Capitals   |
| 20     | F        | Joel Lundqvist     | Frölunda HC           |
| 21     | F        | Loui Eriksson      | Dallas Stars          |
| 23     | F        | Niklas Persson     | HC CSKA Moskva        |
| 25     | F        | Viktor Stålberg    | Chicago Blackhawks    |
| 27     | D        | Viktor Stålberg    | Chicago Blackhawks    |
| 28     | D        | Jonas Brodin       | Färjestads BK         |
| 32     | F        | Marcus Krüger      | Chicago Blackhawks    |
| 33     | F        | Jakob Silfverberg  | Ottawa Senators       |
| 40     | F        | Henrik Zetterberg  | Detroit Red Wings     |
| 44     | D        | Niklas Hjalmarsson | Chicago Blackhawks    |
| 52     | D        | Jonathan Ericsson  | Detroit Red Wings     |
| 65     | D        | Erik Karlsson      | Ottawa Senators       |
| 77     | D        | Victor Hedman      | Tampa Bay Lightning   |
| 92     | F        | Gabriel Landeskog  | Colorado Avalanche    |
| 93     | F        | Johan Franzén      | Detroit Red Wings     |

### Målvakter
| Nummer | Spelare              | Klubblag       |
| ------ | -------------------- | -------------- |
| 1      | Jhonas Enroth        | Buffalo Sabres |
| 30     | Viktor Fasth         | AIK Ishockey   |
| 41     | Cristopher Nihlstorp | Färjestads BK  |

## Schweiz
- Huvudtränare:  Sean Simpson (CAN)

### Utespelare
| Nummer | Position | Spelare               | Klubblag             |
| ------ | -------- | --------------------- | -------------------- |
| 5      | D        | Severin Blindenbacher | Kloten Flyers        |
| 7      | D        | Mark Streit           | New York Islanders   |
| 10     | F        | Andres Ambühl         | ZSC Lions            |
| 11     | F        | Benjamin Plüss        | HC Fribourg-Gottéron |
| 13     | D        | Félicien Du Bois      | Kloten Flyers        |
| 14     | F        | Roman Wick            | Kloten Flyers        |
| 22     | F        | Nino Niederreiter     | New York Islanders   |
| 25     | F        | Thibaut Monnet        | Genève-Servette HC   |
| 31     | D        | Mathias Seger         | ZSC Lions            |
| 32     | F        | Ivo Rüthemann         | SC Bern              |
| 40     | F        | Daniel Rubin          | Genève-Servette HC   |
| 43     | F        | Morris Trachsler      | Genève-Servette HC   |
| 47     | D        | Luca Sbisa            | Anaheim Ducks        |
| 48     | F        | Matthias Bieber       | Kloten Flyers        |
| 54     | D        | Philippe Furrer       | SC Bern              |
| 57     | D        | Goran Bezina          | Genève-Servette HC   |
| 70     | F        | Denis Hollenstein     | Kloten Flyers        |
| 72     | D        | Patrick von Gunten    | Kloten Flyers        |
| 82     | F        | Simon Moser           | SCL Tigers           |
| 86     | F        | Julien Sprunger       | Genève-Servette HC   |
| 88     | F        | Kevin Romy            | HC Lugano            |
| 90     | D        | Robin Josi            | Nashville Predators  |
| 96     | F        | Damien Brunner        | EV Zug               |

### Målvakter
| Nummer | Spelare        | Klubblag           |
| ------ | -------------- | ------------------ |
| 20     | Reto Berra     | EHC Biel           |
| 30     | Lukas Flueler  | ZSC Lions          |
| 52     | Tobias Stephan | Genève-Servette HC |

## USA
- Huvudtränare:  Scott Gordon (USA)

### Utespelare
| Nummer | Position | Spelare           | Klubblag              |
| ------ | -------- | ----------------- | --------------------- |
| 2      | D        | Jeff Petry        | Edmonton Oilers       |
| 3      | D        | Jack Johnson      | Columbus Blue Jackets |
| 4      | D        | Cam Fowler        | Anaheim Ducks         |
| 7      | D        | Alex Goligoski    | Dallas Stars          |
| 9      | F        | Bobby Ryan        | Anaheim Ducks         |
| 11     | F        | Ryan Lasch        | Lahti Pelicans        |
| 13     | F        | Cam Atkinson      | Springfield Falcons   |
| 15     | F        | Joey Crabb        | Toronto Maple Leafs   |
| 18     | F        | Justin Abdelkader | Detroit Red Wings     |
| 19     | F        | Jim Slater        | Winnipeg Jets         |
| 20     | D        | Justin Braun      | San Jose Sharks       |
| 21     | F        | Kyle Okposo       | New York Islanders    |
| 23     | F        | J. T. Brown       | Tampa Bay Lightning   |
| 25     | F        | Craig Smith       | Nashville Predators   |
| 26     | F        | Paul Stastny      | Colorado Avalanche    |
| 27     | D        | Justin Faulk      | Carolina Hurricanes   |
| 34     | D        | Chris Butler      | Calgary Flames        |
| 39     | F        | Patrick Dwyer     | Carolina Hurricanes   |
| 44     | F        | Nate Thompson     | Tampa Bay Lightning   |
| 61     | F        | Kyle Palmieri     | Anaheim Ducks         |
| 67     | F        | Max Pacioretty    | Montreal Canadiens    |

### Målvakter
| Nummer | Spelare         | Klubblag          |
| ------ | --------------- | ----------------- |
| 31     | Richard Bachman | Dallas Stars      |
| 35     | Jimmy Howard    | Detroit Red Wings |
| 36     | John Curry      | Hamburg Freezers  |